# اغراض مابعدالطبیعه
اغراض مابعدالطبیعه یا انگیزه‌های نگارش کتاب مابعدالطبیعه ارسطو کتابی است که فارابی در شرح کتاب مابعدالطبیعه ارسطو و به عنوان یک شرح بر آن نگاشته‌است.

## ویژگی‌ها
این کتاب را فارابی به عنوان شرح و توضیحی کلی و مختصر بر کتاب مابعدالطبیعه ارسطو نگاشته‌است. نصرالله حکمت بر این باور است اگر ابن سینا این کتاب را نمی‌خواند، دیگر فلسفه ورزی نمی‌کرد. فارابی در این کتاب توضیح می‌دهد که متافیزیک با خداشناسی تفاوت می‌کند و نباید این کتاب را با الهیات خلط کرد. نصرالله حکمت معتقد است که ابن سینا با خواندن اغراض، فهمید که روش ارسطو در مابعدالطبیعه چگونه است. حجم این رساله بسیار کم و پنج صفحه است. فارابی در ابتدای این رساله مقدمه‌ای بیان می‌کند و سپس به بیان ویژگی‌های علم مابعدالطبیعه می‌پردازد. در انتهای رساله نیز گزارشی در مورد بخش‌های مختلف کتاب مابعدالطبیعه بیان شده‌است. این رساله از سه بخش «مقدمه»، «ویژگی‌های علم مابعدالطبیعه» و «گزارش رساله‌های کتاب مابعدالطبیعه» تشکیل شده‌است.